# Necremnus propodealis
Necremnus propodealis is een vliesvleugelig insect uit de familie Eulophidae. De wetenschappelijke naam is voor het eerst geldig gepubliceerd in 1959 door Boucek.